# 樟叶楼梯草
樟叶楼梯草（学名：Elatostema petelotii）是荨麻科楼梯草属的植物。分布于越南北部以及中国大陆的广西、云南等地，生长于海拔1,000米的地区，多生在山谷阴处，目前尚未由人工引种栽培。